# Ґолем (роман)
«Ґолем» (нім. Der Golem) — перший і найвідоміший роман австрійського письменника-експресіоніста Густава Майрінка, одна з найвизначніших пам'яток літератури експресіонізму.

## Сюжет
Дія відбувається в Празі. Якось безіменний оповідач переплутав свій капелюх з іншим, усередині якого було написано ім'я власника — Атанасіус Пернат. Після цього він став бачити дивні уривчасті сни, в яких він був тим самим Пернатом — каменерізом і реставратором з єврейського гетто в Празі. У цих снах він переживає цілу історію, і, врешті-решт, намагається знайти Атанасіуса Перната в реальності, і дізнається, що події, які він бачив у своїх снах, відбувалися насправді багато років тому…

## Персонаж

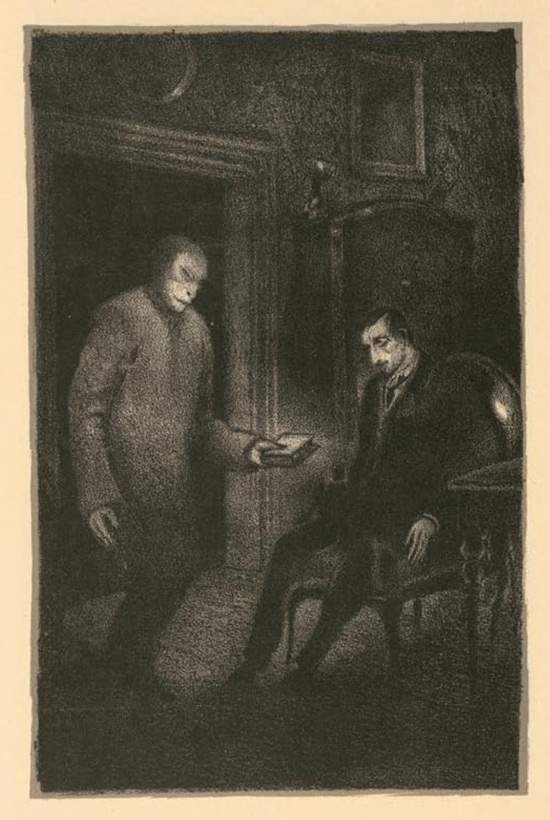
Ґолем передає Пернату книгу Ібур

- Оповідач — безіменний, про нього майже нічого невідомо.
- Атанасіус Пернат — різьбяр по каменю і реставратор, протагоніст у снах оповідача.
- Аарон Вассертрум — лахмітник і скупник краденого, огидний як зовні, так і внутрішньо, поєднує в собі мало не всі вади.
- Розіна — 14-річна рудоволоса дівчинка, яка веде безладне статеве життя. Намагається привернути до себе увагу реставратора, є об'єктом пристрасті Лойзи і Яромира.
- Харусек — бідний студент, який навчався на медика. Один з незаконнонароджених синів Вассертрума. Він настільки зненавидів сутність свого батька, що все своє життя присвятив помсті йому. Довів до самогубства Вассорі — іншого сина Вассертрума.
- Цвак — лялькар, друг Перната.
- Фрісляндер — художник, друг Перната.
- Прокоп — композитор, друг Перната.
- Савіолі — доктор, вельми заможна людина, свого часу перейшов дорогу Вассертруму.
- Ангеліна — коханка доктора Савіолі.
- Шемая Гіллель — архіваріус, щиро вірить у легенду про Ґолема.
- Міріам — дочка Гіллеля.
- Лойза і Яромир — брати-близнюки, бідні підлітки єврейського гетто.
- Вассорі — окуліст, один з незаконнонароджених синів Вассертрума. Встановлював своїм пацієнтам хибний діагноз — катаракту і проводив оплачувані операції з її «видалення».

## Історія публікації
Роман, опублікований 1915 року, здобув широкий успіх. Попри те, що в цей час тривала Перша світова війна, і подібні немілітаризовані твори в Австро-Угорщині не мали успіху, роман розійшовся тиражем 100 000 примірників.
Переклади українською:
- Василь Софронів-Левицький, 1930-ті роки
- Наталя Іваничук, 2010-ті роки (Львів: ЛА «Піраміда», 2011)

## Роль роману в кінематографі
Роман залишив значний слід у кінематографі. Легенду про Ґолема, яка стала широко відомою завдяки книзі Майрінка, використав Пауль Вегенер для створення цілої трилогії фільмів про глиняну людину. 1936 року також знято ремейк на один з фільмів Вегенера.
«Ґолема» екранізував 1967 року французький режисер Жан Кершброн. 1979 року в Польщі режисер Пйотр Шулькін зняв фільм «Ґолем», у якому використано персонажів з роману, проте сюжет, місце і час дії були зовсім іншими.

## Відгуки
У своєму есе "Надприродний жах у літературі" Г. П. Лавкрафт сказав, що роман є одним з "найкращих прикладів" єврейської дивної фантастики. Також у листі він назвав його "найвеличнішою дивною річчю, з якою я стикався за останні роки!".
Дейв Ленгфорд, рецензуючи "Голема" для White Dwarf #80, заявив, що "Це такий кошмар, який може приснитися після вечора, коли ви з'їли забагато лобстерів і Кафки. Дуже дивно".

## Примітка
1. ↑  FilmPolski.pl. FilmPolski (пол.). Архів оригіналу за 28 квітня 2021. Процитовано 21 березня 2021.
2. ↑  Barnes, Timothy Paul, (born 23 April 1944), QC 1986; a Recorder, 1987–2014. Who's Who. Oxford University Press. 1 грудня 2007. Процитовано 22 листопада 2022.
3. ↑  Landsman, Wayne; Simone, Theodore; Bergeron, P. (1995). The high mass white dwarf in HR 8210. White Dwarfs. Berlin, Heidelberg: Springer Berlin Heidelberg. с. 191—195. ISBN 978-3-540-59157-3.